# 241 км (зупинний пункт)
241 км — пасажирський зупинний пункт Шевченківської дирекції Одеської залізниці на електрифікованій лінії Імені Тараса Шевченка — Чорноліська між зупинним пунктом Геологічна (1 км) та станцією Косарі (4 км). Розташований в місті Кам'янка Черкаського району Черкаської області.

## Пасажирське сполучення
На зупинному пункті 241 км зупиняються приміські поїзди до станцій Імені Тараса Шевченка, Цвіткове, Знам'янка-Пасажирська.